# Barbara Ann
Barbara Ann is een nummer van de Amerikaanse band The Regents uit 1961, van hun gelijknamige album. In 1966 brachten The Beach Boys een cover van het nummer uit, als enige single van hun tiende studioalbum Beach Boys' Party!.
Het nummer, dat gaat over tienerverlangen, leverde The Regents een klein hitje op in de Verenigde Staten met een 13e positie in de Billboard Hot 100. Buiten Amerika deed deze versie niets in de hitparades. The Beach Boys scoorden met hun versie van "Barbara Ann" daarentegen een grote internationale hit. Ook in de Amerikaanse Billboard Hot 100 was deze versie succesvoller dan het origineel met een 2e positie. In de Nederlandse Top 40 bereikte de cover echter een bescheiden 18e positie. Desondanks geniet het tot op de dag van vandaag veel bekendheid en populariteit.

## NPO Radio 2 Top 2000
| Nummer met noteringen in de NPO Radio 2 Top 2000 | '99  | '00  | '01  | '02  | '03  | '04  | '05  | '06  | '07  | '08  | '09 | '10  |
| ------------------------------------------------ | ---- | ---- | ---- | ---- | ---- | ---- | ---- | ---- | ---- | ---- | --- | ---- |
| Barbara Ann                                      | 1516 | 1656 | 1610 | 1970 | 1648 | 1531 | 1662 | 1774 | 1507 | 1617 | -   | 1941 |

1. ↑  Een '-' betekent dat het nummer niet was genoteerd en een vetgedrukt getal geeft de hoogste notering aan.
2. ↑  Deze tabel is bijgewerkt tot en met de laatste editie (2024).